# محمدرضا واقفی امامزاده
محمدرضا واقفی امام‌زاده (زاده ۱ فروردین ۱۳۲۸ اصفهان) سیاست‌مدار و مدیر اجرایی ایرانی است، که در دولت پنجم، در فاصله سالهای ١٣۶٨ تا ١٣٧١ استاندار اصفهان بود.
وی دانش‌آموخته کارشناسی مهندسی مکانیک از دانشگاه اصفهان است و در ادوار دوم و سوم مجلس شورای اسلامی، بعنوان نماینده اصفهان در مجلس حضور داشت.